# Jennifer Ryz
Jennifer Ryz (ur. 11 maja 1973) – kanadyjska zapaśniczka w stylu wolnym. Srebrna medalistka mistrzostw świata w 1996; trzecia w 2000; piąta w 2002; szósta w 2003 i ósma w 1998. Złoto na mistrzostwach panamerykańskich w 1998. Trzecia w Pucharze Świata w 2001 roku.